# Haymarket Books
Haymarket Books é uma editora de livros independente sem fins lucrativos de esquerda com sede em Chicago, Estados Unidos.

## História
A Haymarket Books foi fundada em 2001 por Anthony Arnove, Ahmed Shawki e Julie Fain, que já haviam trabalhado na revista International Socialist Review. Seu primeiro título foi The Struggle for Palestine, uma coleção de ensaios de ativistas pró-palestinos, incluindo Edward Said. Haymarket pretende, nas palavras de Fain, "ser um local de trabalho socialista em um mundo capitalista".
O nome da editora refere-se à Revolta de Haymarket de 1886, na qual uma explosão e tiros em uma manifestação trabalhista em Chicago resultaram na morte de sete policiais e pelo menos quatro civis. Oito anarquistas não envolvidos no atentado foram posteriormente condenados por conspiração, dos quais sete foram condenados à morte.
Haymarket foi citada pela Publishers Weekly em sua lista de editoras independentes de rápido crescimento em 2017 e 2018. Desde 2019, a Haymarket publica de 40 a 50 livros a cada estação.

## Publicações
Autores notáveis de Haymarket incluem Michael Bennett, Noam Chomsky, Angela Davis, Eve Ewing, Naomi Klein, Arundhati Roy, Rebecca Solnit, Keeanga-Yamahtta Taylor, Howard Zinn e Dave Zirin. Em 2005, a Haymarket publicou What's My Name, Fool?, do jornalista esportivo Dave Zirin, uma coletânea de ensaios sobre a relação entre esporte e política. Em 2018, Haymarket publicou a coleção de poesias de José Olivarez, Citizen Illegal, que ganhou o prêmio Chicago Review of Books de melhor poesia e foi finalista do PEN/Jean Stein Book Award.
A Haymarket é conhecida por publicar "livros provocativos do lado esquerdo do espectro político". Seus produtos são distribuídos pelo prestador de serviços para a indústria editorial Consortium Book Sales & Distribution (Ingram Content Group).